# دانشکده علوم و فنون زرهی
دانشگاه علوم و فنون زرهی  دانشگاهی افسری وابسته به نیروی زمینی سپاه پاسداران انقلاب اسلامی است که در شهر شیراز قرار دارد.